# 1989 OFC女子ネイションズカップ
1989 OFC女子ネイションズカップは、1989年3月26日から4月1日にかけて、オーストラリアのブリスベンで開催された第3回目のOFC女子ネイションズカップである。チャイニーズタイペイが2大会連続2回目の優勝を果たした。なお、当初は3位決定戦が開催される予定だったが、結局開催されずオーストラリア、オーストラリアBの2つの代表チームは3位を分け合っている。

## 結果

### グループリーグ
1989年当時の勝ち点の計算法は、勝利の場合2、引き分けの場合1であったため、以下この計算法を適用して結果を記す。また、チャイニーズタイペイとオーストラリアBの試合の結果が不明であるため、成績はその試合の結果を除いたものとなっている（結果に左右されずチャイニーズタイペイは2位以内であるため）。上位2チームが決勝戦に進出する。
| 順 | チーム               | 試 | 勝 | 分 | 敗 | 得 | 失 | 差  | 点 |
| -- | -------------------- | -- | -- | -- | -- | -- | -- | --- | -- |
| 1  | ニュージーランド     | 4  | 4  | 0  | 0  | 10 | 0  | +10 | 8  |
| 2  | チャイニーズタイペイ | 4  | 3  | 0  | 1  | 14 | 3  | +11 | 6  |
| 3  | オーストラリア       | 4  | 1  | 1  | 2  | 7  | 6  | +1  | 3  |
| 4  | オーストラリアB      | 4  | 1  | 1  | 2  | 2  | 6  | −4  | 3  |
| 5  | パプアニューギニア   | 4  | 0  | 0  | 4  | 1  | 19 | −18 | 0  |

| 1989年3月26日 |

| オーストラリア | 0 - 2 | ニュージーランド |
|                |       |                  |

| ブリスベン |

| 1989年3月26日 |

| オーストラリアB | 2 - 0 | パプアニューギニア |
|                 |       |                    |

| ブリスベン |

| 1989年3月27日 |

| チャイニーズタイペイ | 6 - 1 | パプアニューギニア |
|                      |       |                    |

| ブリスベン |

| 1989年3月27日 |

| オーストラリア | 0 - 0 | オーストラリアB |
|                |       |                 |

| ブリスベン |

| 1989年3月28日 |

| ニュージーランド | 1 - 0 | チャイニーズタイペイ |
|                  |       |                      |

| ブリスベン |

| 1989年3月28日 |

| オーストラリア | 6 - 0 | パプアニューギニア |
|                |       |                    |

| ブリスベン |

| 1989年3月30日 |

| ニュージーランド | 5 - 0 | パプアニューギニア |
|                  |       |                    |

| ブリスベン |

| 1989年3月30日 |

| オーストラリアB | 0 - 4 | チャイニーズタイペイ |
|                 |       |                      |

| ブリスベン |

| 1989年3月31日 |

| オーストラリア | 1 - 4 | チャイニーズタイペイ |
|                |       |                      |

| ブリスベン |

| 1989年3月31日 |

| オーストラリアB | 0 - 2 | ニュージーランド |
|                 |       |                  |

| ブリスベン |

### 決勝
| 1989年4月1日 |

| チャイニーズタイペイ | 1 - 0 | ニュージーランド |
|                      |       |                  |

| ブリスベン |

## 優勝国
| 1989 OFC女子ネイションズカップ優勝国    |
| --------------------------------------- |
| · チャイニーズタイペイ · 2大会連続2回目 |